# Стриптиз за ґратами
Стриптиз за ґратами (англ. Time Served) — американський трилер 1999 року.

## Сюжет
Сара отримує вісім років ув'язнення за вбивство власного чоловіка. Єдина можливість виходити за межі в'язниці — це працювати стриптизеркою в барі, що належить мафії. Сара погоджується, і проблеми не змушують себе довго чекати.

## У ролях
- Кетрін Оксенберг — Сара Маккінні
- Джефф Фейгі — Патрік Берлінгтон
- Луїза Флетчер — Мілдред Рейнеке
- Бо Гопкінс — містер Ді
- Джеймс Генді — суддя Вільям Т. Енгстром III
- Ларрі Манетті — Біллі
- Лурдес Колон — Розі Лопес
- Скотт Шумахер — Дуейн
- Зек Грей — Джейсон
- Морін Штайндлер — Ліла
- Реджина Прокоп — Бренда
- Майкл Лендерс — Боб
- Джек Беннетт — друг Білла
- Джим Зулевіч — хакер
- Ширл Толівер — тюремна медсестра
- Сандра Лі — медсестра Джейсона
- Кімлі Сміт — черговий лікарні
- Грег Голлімон — агент ФБР
- Тіла Аберкромбе — співкамерниця Бренди

танцівниці
- Вероніка Армстронг
- Голлі Бініак
- Ейлін Флетелі
- Мішель Джинс
- Дебора Джозеф
- Дженніфер Маланадо
- Севі Рун
- Керрі Вайт
- Девн Зилінскі

тюремники
- Джо Дамур
- Грета Оглесбі
- Бернадетт Пека
- Пет «Соул» Скеггс